# Граневое
Граневое — посёлок в Нижнетуринском муниципальном округе Свердловской области России.

## Географическое положение
Посёлок расположен в лесистой местности в 36 километрах (по дорогам в 45 километрах) к северо-западу от города Нижней Туры, на левом берегу реки Ис (левого притока Туры), в устье реки Краснушки.

## Население
| 2002 | 2010 |
| ---- | ---- |
| 8    | ↘1   |